# Rhabdeurypon spinosum
Rhabdeurypon spinosum är en svampdjursart som beskrevs av Jean Vacelet 1969. Rhabdeurypon spinosum ingår i släktet Rhabdeurypon och familjen Raspailiidae. Inga underarter finns listade i Catalogue of Life.